# Liste der Kulturdenkmäler in Lierfeld
In der Liste der Kulturdenkmäler in Lierfeld sind alle Kulturdenkmäler der rheinland-pfälzischen Ortsgemeinde Lierfeld aufgeführt. Grundlage ist die Denkmalliste des Landes Rheinland-Pfalz (Stand: 27. Juni 2022).

## Einzeldenkmäler
| Bezeichnung | Lage                       | Baujahr                   | Beschreibung                                                         | Bild |
| ----------- | -------------------------- | ------------------------- | -------------------------------------------------------------------- | ---- |
| Wohnhaus    | Hauptstraße 7 Lage         | Ende des 18. Jahrhunderts | Wohnhaus, Ende des 18. Jahrhunderts, Sauerkrautstein bezeichnet 1782 | BW   |
| Portal      | Hauptstraße, an Nr. 9 Lage | 1571                      | Eingang des Quereinhauses, bezeichnet 1571                           | BW   |